# Teatro Degollado

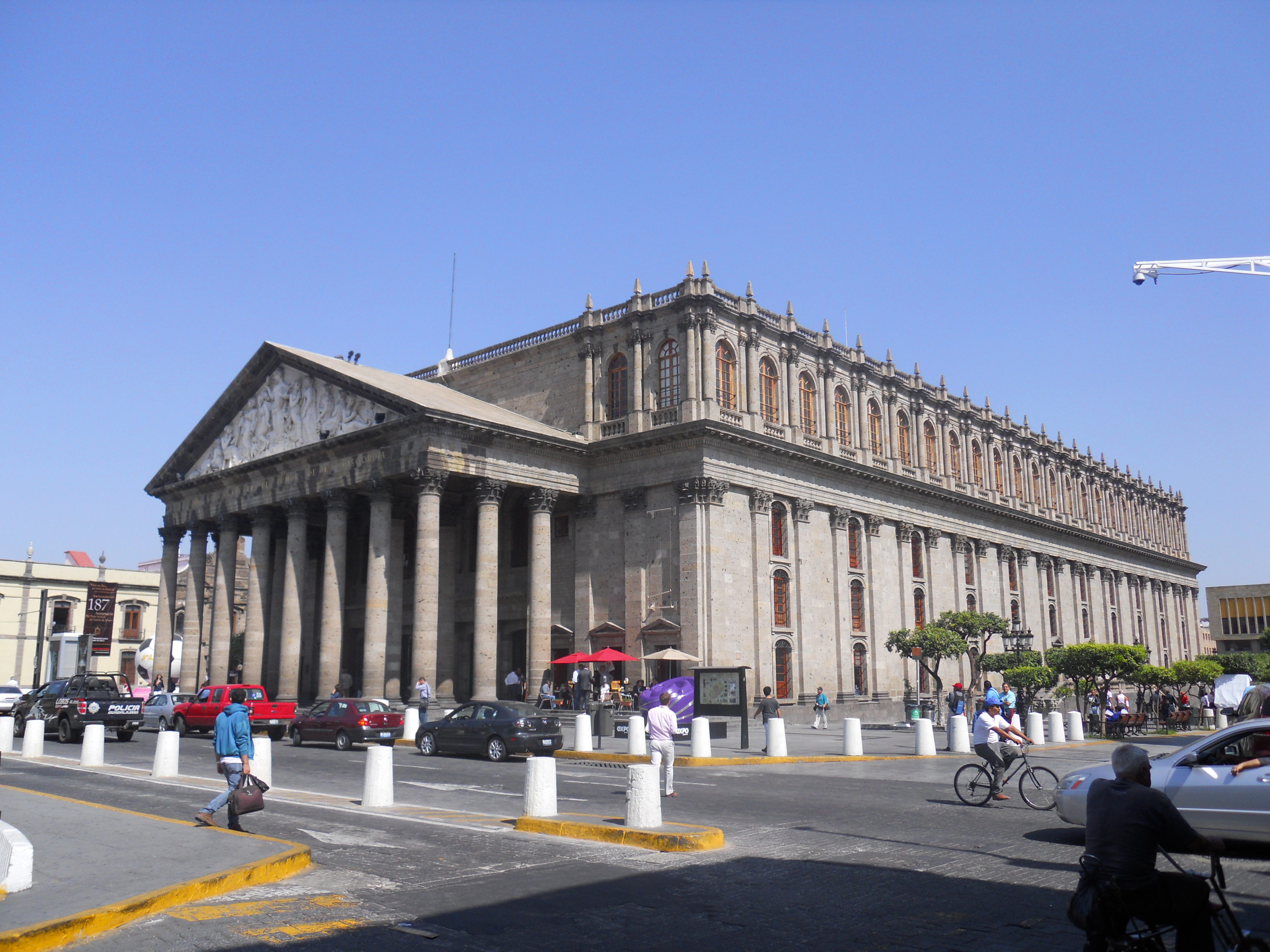
Ansicht des Teatro Degollado

Das Teatro Degollado ist das Theatergebäude der Stadt Guadalajara im mexikanischen Bundesstaat Jalisco. 

## Das Gebäude
Das im Stadtzentrum an der Plaza de la Liberacion gelegene Gebäude wird vor allem durch seinen neoklassizistischen Portikus mit dreieckigem Giebel geprägt, der aus 16 Säulen korinthischer Ordnung besteht. Der Saal ist 20 Meter lang, 18 Meter breit und bietet Platz für 600 Zuschauer. Das Gewölbe ist mit Fresken von Gerardo Suárez und Jacobo Gálvez verziert und das ovale Vestibül ist 10 Meter lang und 6,50 Meter breit. In dem insgesamt 97 Meter langen, 36,40 Meter breiten und 22,50 Meter hohen Gebäude werden sowohl klassische als auch moderne Stücke aufgeführt. 

## Geschichte
Die Planungen zum Bau des Teatro Degollado gehen auf die 1830er Jahre zurück. Der erste Bauantrag wurde bereits 1838 gestellt, doch erst im Dezember 1855 durch die Unterschrift des damaligen Gouverneurs von Jalisco, Santos Degollado, genehmigt. Noch vor Fertigstellung des Gebäudes, dessen Einweihung aufgrund der  Kriegswirren und der anschließenden französischen Besatzung erst 1866 erfolgte, verstarb Degollado im Jahr 1861 und noch im selben Jahr bestimmte sein Amtsnachfolger Pedro Ogazón, dass der Bau seinen Namen erhalten sollte. Bis dahin war vorgesehen, das Gebäude nach dem mexikanischen Literaten Juan Ruiz de Alarcón zu benennen. 
Die Einweihung des Teatro Degollado erfolgte am 13. September 1866 mit der Aufführung der Oper Lucia di Lammermoor von Gaetano Donizetti. Zu den bekannten Künstlern, die dort bereits aufgetreten sind, gehören unter anderem Anna Pawlowa, Andrés Segovia, Rudolf Nurejew und Placido Domingo.